# Ian Blackford
Ian Blackford, född 14 maj 1961 i Edinburgh i Skottland, är en brittisk (skotsk) politiker som företräder Scottish National Party. Han är ledare för partiet i brittiska underhuset, eftersom partiledaren Nicola Sturgeon sitter i det skotska parlamentet. Blackford är ledamot av underhuset för valkretsen Ross, Skye and Lochaber sedan 2015.